# Nordea Open 2023
Nordea Open 2023 byl společný tenisový turnaj mužského okruhu ATP Tour a ženského okruhu WTA 125, hraný na otevřených antukových dvorcích s centrálním kurtem Båstad Tennis Stadium pro pět tisíc diváků. Sedmdesátý pátý ročník mužského a třináctý ženského Swedish Open probíhal mezi 10. až 23. červencem 2023 ve švédském Båstadu. Potřetí nesl název severské bankovní skupiny Nordea se sídlem v Helsinkách, která se v říjnu 2019 stala generálním partnerem.
Mužská polovina dotovaná 630 730 eury patřila do kategorie ATP Tour 250. Ženská část s rozpočtem 115 000 dolarů byla součástí série WTA 125. Nejvýše nasazenými singlisty se stali čtvrtý tenista žebříčku Casper Ruud z Norska a světová sedmapadesátka Emma Navarrová ze Spojených států, kteří oba skončili jako poražení finalisté. Jako poslední přímý účastník do dvouhry nastoupil argentinský 110. tenista pořadí Juan Manuel Cerúndolo.
V důsledku invaze Ruska na Ukrajinu na konci února 2022 řídící organizace tenisu ATP, WTA a ITF s grandslamy rozhodly, že ruští a běloruští tenisté mohli dále na okruzích startovat, ale do odvolání nikoli pod vlajkami Ruska a Běloruska.
Čtrnáctý singlový titul na okruhu ATP Tour vybojovala 25letá světová sedmička Andrej Rubljov. Premiérovou trofej z dvouhry okruhu WTA 125 získala 22letá Srbka Olga Danilovićová z konce elitní světové stovky. První párovou trofej ze čtyřhry si odvezl ekvádorsko-kazachstánský pár Gonzalo Escobar a Oleksandr Nedověsov, jehož členové i na druhém společně odehraném turnaji postoupili do finále. První společná účast Iriny Chromačovové s Maďarkou Pannou Udvardyovou vedla v deblové soutěži k zisku titulu.

## Rozdělení bodů a finančních odměn

### Rozdělení bodů
| Soutěž       | Soutěž | vítězové | finalisté | semifinalisté | čtvrtfinalisté | 16 v kole | 32 v kole | Q  | Q2 | Q1 |
| ------------ | ------ | -------- | --------- | ------------- | -------------- | --------- | --------- | -- | -- | -- |
| dvouhra mužů | [ 2 ]  | 250      | 150       | 90            | 45             | 20        | 0         | 12 | 6  | 0  |
| čtyřhra mužů | [ 8 ]  | 250      | 150       | 90            | 45             | 0         | —         | —  | —  | —  |
| dvouhra žen  | [ 3 ]  | 160      | 95        | 57            | 29             | 15        | 1         | —  | —  | —  |
| čtyřhra žen  | [ 9 ]  | 160      | 95        | 57            | 29             | 1         | —         | —  | —  | —  |

### Finanční odměny
| Soutěž                                | Soutěž       | vítězové | finalisté | semifinalisté | čtvrtfinalisté | 16 v kole | 32 v kole | Q2      | Q1      |
| ------------------------------------- | ------------ | -------- | --------- | ------------- | -------------- | --------- | --------- | ------- | ------- |
| dvouhra mužů                          | [ 2 ] [ 10 ] | 85 605 € | 49 940 €  | 29 355 €      | 17 010 €       | 9 880 €   | 6 035 €   | 3 020 € | 1 645 € |
| dvouhra žen                           | [ 3 ]        | 15 000 $ | 8 500 $   | 6 000 $       | 4 000 $        | 2 400 $   | 1 300 $   | —       | —       |
| čtyřhra mužů                          | [ 8 ]        | 29 740 € | 15 910 €  | 9 330 €       | 5 220 €        | 3 070 €   | —         | —       | —       |
| čtyřhra žen                           | [ 9 ]        | 5 000 $  | 2 500 $   | 1 500 $       | 1 250 $        | 1 000 $   | —         | —       | —       |
| částka ve čtyřhrách je uvedena na pár |              |          |           |               |                |           |           |         |         |

## Dvouhra mužů

### Nasazení
| Stát                            | Hráč                        | ATP | Nasazení |
| ------------------------------- | --------------------------- | --- | -------- |
| Norsko                          | Casper Ruud                 | 4.  | 1.       |
|                                 | Andrej Rubljov              | 7.  | 2.       |
| Itálie                          | Lorenzo Musetti             | 16. | 3.       |
| Argentina                       | Francisco Cerúndolo         | 19. | 4.       |
| Německo                         | Alexander Zverev            | 21. | 5.       |
| Argentina                       | Tomás Martín Etcheverry     | 32. | 6.       |
| Španělsko                       | Alejandro Davidovich Fokina | 34. | 7.       |
| Argentina                       | Sebastián Báez              | 46. | 8.       |
| Žebříček ATP k 3. červenci 2023 |                             |     |          |

### Jiné formy účasti
Následující hráčí obdrželi divokou kartu do hlavní soutěže:
- Leo Borg
- Dragoș Nicolae Mădăraș
- Elias Ymer

Následující hráči postoupili z kvalifikace:
- Hugo Dellien
- Pavel Kotov
- Jozef Kovalík
- Filip Misolic

### Odhlášení
před zahájením turnaje
- Tallon Griekspoor → naahradil jej  Juan Manuel Cerúndolo
- Aslan Karacev → naahradil jej  Thiago Monteiro

## Mužská čtyřhra

### Nasazení
| Stát                                                                                     | Hráč            | Stát     | Hráč             | ATP | Nasazení |
| ---------------------------------------------------------------------------------------- | --------------- | -------- | ---------------- | --- | -------- |
| Francie                                                                                  | Fabrice Martin  | Německo  | Andreas Mies     | 43. | 1.       |
| Belgie                                                                                   | Sander Gillé    | Belgie   | Joran Vliegen    | 48. | 2.       |
| Rakousko                                                                                 | Alexander Erler | Rakousko | Lucas Miedler    | 78. | 3.       |
| Itálie                                                                                   | Simone Bolelli  | Itálie   | Andrea Vavassori | 85. | 4.       |
| Žebříček ATP k 3. červenci 2023; číslo je součtem žebříčkového postavení obou členů páru |                 |          |                  |     |          |

### Jiné formy účasti
Následující páry obdržely divokou kartu do hlavní soutěže:
- Filip Bergevi /  Dragoș Nicolae Mădăraș
- Leo Borg /  Simon Freund

### Odhlášení
před zahájením turnaje
- Sergio Martos Gornés /  Jaume Munar → naahradili je  Victor Vlad Cornea /  Sergio Martos Gornés
- Ariel Behar /  Adam Pavlásek → naahradili je  Ariel Behar /  Orlando Luz
- Hugo Nys /  Jan Zieliński → naahradili je  Diego Hidalgo /  Cristian Rodríguez

## Ženská dvouhra

### Nasazení
| Stát                            | Hráčka              | WTA | Nasazení |
| ------------------------------- | ------------------- | --- | -------- |
| USA                             | Emma Navarrová      | 55. | 1.       |
| Kazachstán                      | Julia Putincevová   | 56. | 2.       |
|                                 | Kamilla Rachimovová | 72. | 3.       |
| Švédsko                         | Rebecca Petersonová | 75. | 4.       |
| Maďarsko                        | Panna Udvardyová    | 82. | 5.       |
| Ukrajina                        | Kateryna Baindlová  | 85. | 6.       |
| USA                             | Claire Liuová       | 93. | 7.       |
| Srbsko                          | Olga Danilovićová   | 94. | 8.       |
| Bulharsko                       | Viktorija Tomovová  | 99. | 9.       |
| Žebříček WTA k 3. červenci 2023 |                     |     |          |

### Jiné formy účasti
Následující hráčky obdržely divokou kartu do hlavní soutěže:
- Bella Bergkvist Larssonová
- Jacqueline Cabaj Awadová
- Nellie Taraba Wallbergová
- Lisa Zaarová

Následující hráčka nastoupila pod žebříčkovou ochranou:
- Polona Hercogová

Následující hráčky nastoupily jako náhradnice:
- Emily Appletonová
- Oana Gavrilová
- Malene Helgøová

### Odhlášení
před zahájením turnaje
- Lucia Bronzettiová → nahradila ji  Mirjam Björklundová
- Léolia Jeanjeanová → nahradila ji  Peangtarn Plipuečová
- Anna Kalinská → nahradila ji  Réka Luca Janiová
- Sofia Keninová → nahradila ji  Polona Hercogová
- Nuria Párrizasová Díazová → nahradila ji   Irina Chromačovová
- Kamilla Rachimovová → nahradila ji  Emily Appletonová
- Alison Riskeová-Amritrajová → nahradila ji  Malene Helgøová
- Clara Tausonová → nahradila ji  Nigina Abduraimovová
- Jil Teichmannová → nahradila ji  Chloé Paquetová
- Taylor Townsendová → nahradila ji  Oana Gavrilová
- Martina Trevisanová → nahradila ji  Louisa Chiricová
- Simona Waltertová → nahradila ji  Darja Semeņistajová

## Ženská čtyřhra

### Nasazení
| Stát                                                                                     | Hráčka             | Stát        | Hráčka               | WTA  | Nasazení |
| ---------------------------------------------------------------------------------------- | ------------------ | ----------- | -------------------- | ---- | -------- |
| Španělsko                                                                                | Aliona Bolsovová   | Estonsko    | Ingrid Neelová       | 120. | 1.       |
| USA                                                                                      | Angela Kulikovová  | USA         | Sabrina Santamariová | 130. | 2.       |
| Japonsko                                                                                 | Eri Hozumiová      | Jižní Korea | Čang Su-džong        | 164. | 3.       |
|                                                                                          | Irina Chromačovová | Maďarsko    | Panna Udvardyová     | 174. | 4.       |
| Žebříček WTA k 3. červenci 2023; číslo je součtem žebříčkového postavení obou členů páru |                    |             |                      |      |          |

### Jiné formy účasti
Následující pár obdržel divokou kartu do hlavní soutěže:
- Kajsa Rinaldová Perssonová /  Lisa Zaarová

## Přehled finále

### Mužská dvouhra
- Andrej Rubljov vs.  Casper Ruud, 7–6(7–3), 6–0

### Ženská dvouhra
- Olga Danilovićová vs.  Emma Navarrová 7–6(7–4), 3–6, 6–3

### Mužská čtyřhra
- Gonzalo Escobar /  Oleksandr Nedověsov vs. Francisco Cabral /  Rafael Matos, 6–2, 6–2

### Ženská čtyřhra
- Irina Chromačovová /  Panna Udvardyová vs.  Eri Hozumiová /  Čang Su-džong, 4–6, 6–3, [10–5]